# Pièces de monnaie en forint hongrois
Les pièces de monnaie hongroises sont une des représentations physiques, avec les billets de banque, de la monnaie hongroise.

## Les unités monétaires hongroises
De 1867 à 1892, l'unité monétaire fut le florin austro-hongrois.
Du 11 septembre 1892 au 31 décembre 1926, l'unité monétaire fut la couronne austro-hongroise.
Du 1er janvier 1927 au 31 juillet 1946, l'unité monétaire fut le pengő.
Depuis 1946, l'unité monétaire hongroise est le forint.
Le pengő et le forint sont divisés en 100 fillérs

## Les pièces de monnaie de Hongrie

### La première série de pièces de la République de Hongrie (1946-1948)
Après l'occupation soviétique, la Hongrie devient une république gouvernée par le Parti des Paysans et le Parti Communiste. À la suite de l'hyperinflation de 1945-1946, le gouvernement hongrois décide de réintroduire le forint (ancienne monnaie), le 1er août 1946, comme nouvelle unité monétaire en remplacement du pengő, au taux de 1 forint = 4 × 1029 pengő.
La première série de pièces émise comprend 8 valeurs faciales différentes (2, 5, 10, 20 et 50 fillérs et 1, 2 et 5 forints).
Les premières pièces en fillérs sont en bronze, celles d'un et deux forints sont en aluminium tandis que les cinq forints sont en argent. Mais bien vite les alliages de ces dernières pièces avec ce métal noble sont revus à la baisse pour en diminuer le coût de fabrication.
Deux types de légendes figurent sur les pièces :
- MAGYAR ÁLLAMI VÁLTÓPÉNZ[1]
- MAGYAR KÖZTÁRSASÁG[2]

Sur le revers de toutes les pièces, les initiales B.P. représentent la marque de la monnaie hongroise Magyar Pénzverő Zrt.
- Première partie avec la légende MAGYAR ÁLLAMI VÁLTÓPÉNZ

| Valeur faciale | Millésimes | Avers                      | Revers         | Alliage          | Diamètre | Poids  | Artiste graveur | Quantité          | Validité                 |
| -------------- | ---------- | -------------------------- | -------------- | ---------------- | -------- | ------ | --------------- | ----------------- | ------------------------ |
| 2 fillérs      | 1946-1947  | Armoiries de la République | Valeur faciale | 85 % Cu, 15 % Zn | 17,00 mm | 3,00 g | Iván István     | 37 530 000 pièces | 01/08/1946 au 30/06/1977 |
| 10 fillérs     | 1946-1950  | colombe de la paix         | Valeur faciale | 85 % Cu, 15 % Zn | 19,10 mm | 3,00 g | Reményi József  | 64 030 000 pièces | 01/08/1946 au 30/06/1977 |
| 10 fillérs     | 1950       | colombe de la paix         | Valeur faciale | 100 % Al         | 19,10 mm | 0,85 g | Reményi József  | inconnu           | 01/08/1946 au 30/06/1977 |
| 20 fillérs     | 1946-1950  | Épis de blé                | Valeur faciale | 85 % Cu, 15 % Zn | 21,00 mm | 4,00 g | Reményi József  | 46 000 000 pièces | 01/08/1946 au 30/06/1977 |
| 1 forint       | 1946-1949  | Armoiries de la République | Valeur faciale | 100 % Al         | 23,70 mm | 1,50 g | Iván István     | 58 500 000 pièces | 01/08/1946 au 31/08/1951 |

- Seconde partie avec la légende MAGYAR KÖZTÁRSASÁG

| Valeur faciale | Millésimes | Avers                      | Revers              | Alliage  | Diamètre | Poids  | Artiste graveur               | Quantité          | Validité                 |
| -------------- | ---------- | -------------------------- | ------------------- | -------- | -------- | ------ | ----------------------------- | ----------------- | ------------------------ |
| 5 fillérs      | 1948-1951  | Buste de femme             | Valeur faciale      | 100 % Al | 17,00 mm | 0,60 g | Reményi József et Berán Lajos | 39 000 000 pièces | 30/01/1948 au 30/09/1992 |
| 50 fillérs     | 1948       | Homme                      | Valeur faciale      | 100 % Al | 22,00 mm | 1,40 g | Reményi József                | 15 000 000 pièces | 05/05/1948 au 30/06/1972 |
| 2 forints      | 1946-1947  | Armoiries de la République | Valeur faciale      | 100 % Al | 28,00 mm | 2,80 g | Berán Lajos                   | 13 500 000 pièces | 01/08/1946 au 31/12/1951 |
| 5 forints      | 1946       | Buste de Lajos Kossuth     | Armoiries et Valeur | Ag 835   | 32,00 mm | 20,0 g | Iván István                   | 79 604 pièces     | 01/08/1946 au 30/06/1977 |
| 5 forints      | 1947       | Buste de Lajos Kossuth     | Armoiries et Valeur | Ag 500   | 32,00 mm | 12,0 g | Iván István                   | 10 004 252 pièces | 19/05/1947 au 30/06/1977 |

### Les première et seconde séries de pièces de la République populaire de Hongrie (1949-1989)

#### Première série
Avec la légende MAGYAR NÉPKÖZTÁRSASÁG (République Populaire de Hongrie)
| Valeur faciale | Millésimes | Avers                                                                 | Revers         | Alliage                   | Diamètre | Poids  | Artiste graveur               | Quantité      | Validité                 |
| -------------- | ---------- | --------------------------------------------------------------------- | -------------- | ------------------------- | -------- | ------ | ----------------------------- | ------------- | ------------------------ |
| 2 fillérs      | 1950-1989  | Devise, étoile, marteau et épis de blé entourés d'une couronne de blé | Valeur faciale | 100 % Al                  | 18,00 mm | 0,65 g | Iván István                   | 80 477 000 p  | 27/03/1950 au 30/09/1992 |
| 5 fillérs      | 1953-1989  | Buste de femme                                                        | Valeur faciale | 100 % Al                  | 17,00 mm | 0,60 g | Reményi József et Berán Lajos | 70 292 000 p  | 1953 au 30/09/1992       |
| 10 fillérs     | 1950-1966  | colombe de la paix                                                    | Valeur faciale | 100 % Al                  | 19,10 mm | 0,85 g | Reményi József                | 213 024 000 p | 15/12/1950 au 30/09/1996 |
| 20 fillérs     | 1953-1966  | Épis de blé                                                           | Valeur faciale | 100 % Al                  | 21 mm    | 1,25 g | Reményi József                | 129 423 000 p | 31/03/1953 au 30/09/1996 |
| 50 fillérs     | 1953-1966  | Homme                                                                 | Valeur faciale | 100 % Al                  | 22 mm    | 1,40 g | Reményi József                | 14 522 000 p  | 31/03/1953 au 30/06/1972 |
| 1 forint       | 1949-1952  | Armoiries de la république populaire                                  | Valeur faciale | 100 % Al                  | 23,7 mm  | 1,50 g | Iván István                   | 121 518 000 p | 15/11/1949 au 30/06/1995 |
| 1 forint       | 1957-1966  | Armoiries de la république                                            | Valeur faciale | 100 % Al                  | 23,7 mm  | 1,50 g | Iván István                   | 317 740 000 p | 10/10/1957 au 30/06/1995 |
| 2 forints      | 1950-1952  | Armoiries de la république populaire                                  | Valeur faciale | 75 % Cu, 25 % Ni          | 25,0 mm  | 5,00 g | Iván István                   | 27 030 000 p  | 20/01/1950 au 30/06/1971 |
| 2 forints      | 1957-1962  | Armoiries de la république                                            | Valeur faciale | 75 % Cu, 25 % Ni          | 25,0 mm  | 5,00 g | Iván István                   | 11 913 000 p  | 20/01/1950 au 30/06/1971 |
| 2 forints      | 1962-1966  | Armoiries de la république                                            | Valeur faciale | 58 % Cu, 18 % Ni, 24 % Sn | 25,0 mm  | 5,00 g | Iván István                   | 18 584 p      | 09/12/1962 au 30/06/1971 |
| 5 forints      | 1967-1968  | Buste de Lajos Kossuth                                                | Valeur faciale | 60 % Cu, 21 % Ni, 19 % Sn | 27,5 mm  | 7,40 g | Szabó Ferenc et Iván István   | 20 029 000 p  | 12/05/1967 au 30/06/1972 |

#### Seconde série
Après sa mise en service, le forint resta stable de nombreuses années, mais il commença à perdre de sa valeur à la fin des années 60, ce qui explique la mise en service de pièces plus petites et plus légères.
Avec la légende MAGYAR NÉPKÖZTÁRSASÁG (République Populaire de Hongrie)
| Valeur faciale | Millésimes | Avers                                           | Revers         | Alliage                 | Diamètre | Poids  | Artiste graveur                          | Quantité | Validité                 |
| -------------- | ---------- | ----------------------------------------------- | -------------- | ----------------------- | -------- | ------ | ---------------------------------------- | -------- | ------------------------ |
| 10 fillérs     | 1967-1989  | colombe de la paix                              | Valeur faciale | 96 % Al, 4 % Mg         | 18,50 mm | 0,60 g | Reményi József                           | pièces   | 12/05/1967 au 30/09/1996 |
| 20 fillérs     | 1967-1966  | Épis de blé                                     | Valeur faciale | 96 % Al, 4 % Mg         | 20,4 mm  | 0,90 g | Reményi József                           | pièces   | 12/05/1967 au 30/09/1996 |
| 50 fillérs     | 1967-1989  | Pont de la Liberté à Budapest                   | Valeur faciale | 96 % Al, 4 % Mg         | 21,5 mm  | 1,20 g | Reményi József                           | pièces   | 12/05/1967 au 01/10/1999 |
| 1 forint       | 1967-1989  | Armoiries de la république                      | Valeur faciale | 100 % Al                | 22,8 mm  | 1,40 g | Iván István                              | pièces   | 12/05/1967 au 30/06/1995 |
| 2 forints      | 1970-1989  | Armoiries de la république                      | Valeur faciale | 72 % Cu, 28 % Sn        | 22,4 mm  | 4,44 g | Boldogfai Farkas Sándor                  | pièces   | 01/07/1970 au 30/06/1995 |
| 5 forints      | 1971-1982  | Buste de Lajos Kossuth                          | Valeur faciale | 100 % Ni                | 24,3 mm  | 5,73 g | Szabó Ferenc et Iván István              | pièces   | 02/08/1971 au 31/03/1987 |
| 5 forints      | 1983-1989  | Buste de Lajos Kossuth                          | Valeur faciale | 75 % Cu, 25 % Ni        | 23,4 mm  | 5,00 g | Szabó Ferenc et Iván István              | pièces   | 18/04/1983 au 30/06/1995 |
| 10 forints     | 1971-1982  | femme debout (Statue de la Victoire à Budapest) | Valeur faciale | 100 % Ni                | 28 mm    | 8,83 g | Bognár György et Boldogfai Farkas Sándor | pièces   | 01/06/1971 au 31/03/1987 |
| 10 forints     | 1983-1989  | femme debout (Statue de la Victoire à Budapest) | Valeur faciale | 92 % Cu, 6 % Al, 2 % Ni | 25,4 mm  | 6,10 g | Bognár György et Boldogfai Farkas Sándor | pièces   | 18/04/1983 au 30/06/1995 |
| 20 forints     | 1982-1989  | György Dózsa                                    | Valeur faciale | 75 % Cu, 25 % Ni        | 26,08 mm | 7,06 g | Bognár György                            | pièces   | 18/04/1983 au 31/06/1995 |

### La seconde série de pièces de la République de Hongrie (1989- )

#### Transition
En pratique, ce sont les mêmes pièces que celles de la République Populaire de Hongrie, seule la légende change.
Avec la légende MAGYAR KÖZTÁRSASÁG (République de Hongrie)
| Valeur faciale | Millésimes | Avers                                           | Revers         | Alliage                 | Diamètre | Poids  | Artiste graveur                          | Quantité | Validité                 |
| -------------- | ---------- | ----------------------------------------------- | -------------- | ----------------------- | -------- | ------ | ---------------------------------------- | -------- | ------------------------ |
| 10 fillérs     | 1990-1996  | colombe de la paix                              | Valeur faciale | Al 96 % - Mg 4 %        | 18,50 mm | 0,60 g | Reményi József                           |          | 01/04/1990 au 30/09/1996 |
| 20 fillérs     | 1990-1996  | Épis de blé                                     | Valeur faciale | 96 % Al, 4 % Mg         | 20,4 mm  | 0,90 g | Reményi József                           | pièces   | 01/04/1990 au 30/09/1996 |
| 50 fillérs     | 1990-1999  | Pont de la Liberté à Budapest                   | Valeur faciale | 96 % Al, 4 % Mg         | 21,5 mm  | 1,20 g | Reményi József                           | pièces   | 01/04/1990 au 01/10/1999 |
| 1 forints      | 1990       | Armoiries de la République                      | Valeur faciale | 100 % Al                | 22,8 mm  | 1,40 g | Iván István                              | pièces   | 01/04/1990 au 30/06/1995 |
| 2 forints      | 1990       | Armoiries de la République                      | Valeur faciale | 72 % Cu, 28 % Sn        | 22,4 mm  | 4,44 g | Boldogfai Farkas Sándor                  | pièces   | 01/04/1990 au 30/06/1995 |
| 5 forints      | 1990       | Buste de Lajos Kossuth                          | Valeur faciale | 75 % Cu, 25 % Ni        | 23,4 mm  | 5,00 g | Szabó Ferenc et Iván István              | pièces   | 01/04/1990 au 30/06/1995 |
| 10 forints     | 1990       | Femme debout (Statue de la Victoire à Budapest) | Valeur faciale | 92 % Cu, 6 % Al, 2 % Ni | 25,4 mm  | 6,10 g | Bognár György et Boldogfai Farkas Sándor | pièces   | 01/04/1990 au 30/06/1995 |
| 20 forints     | 1990       | György Dózsa                                    | Valeur faciale | 75 % Cu, 25 % Ni        | 26,08 mm | 7,06 g | Bognár György                            | pièces   | 01/04/1990 au 31/06/1995 |

À noter que les pièces de 2 et 5 filler de cette série de transition sont sorties également (à partir de 1990) mais uniquement en coffert("set").

#### Première série
En 1992, à l'occasion de la première série de pièces de la République de Hongrie, toutes les pièces ont été redessinées, tandis que les pièces en fillérs disparaissent !
Toutes les pièces en Forint des séries précédentes sont retirées de la circulation en 1995, ainsi que les 10 et 20 fillérs en 1996 et les 50 fillérs en 1999.
Avec la légende MAGYAR KÖZTÁRSASÁG (République de Hongrie)
| Valeur faciale | Millésimes | Avers                                 | Revers         | Alliage                                                           | Diamètre | Poids  | Artiste graveur            | Quantité | Validité                    |
| -------------- | ---------- | ------------------------------------- | -------------- | ----------------------------------------------------------------- | -------- | ------ | -------------------------- | -------- | --------------------------- |
| 1 forint       | 1992-2007  | Armoiries de la République de Hongrie | Valeur faciale | Al 96 % - Mg 4 %                                                  | 16,30 mm | 2,05 g | István Kósa, István Bartos | pièces   | 29/03/1993 au 01/03/2008    |
| 2 forints      | 1992-      | Colchique                             | Valeur faciale | Cu - Ni                                                           | 19,20 mm | 3,10 g | István Kósa, István Bartos | pièces   | 29/03/1993 au 01/03/2008    |
| 5 forints      | 1992-      | Grande aigrette blanche               | Valeur faciale | 75 % Cu, 4 % Ni, 21 % Zn                                          | 21,20 mm | 4,20 g | István Kósa, István Bartos | pièces   | depuis le 21/06/1993        |
| 10 forints     | 1992-      | Armoiries de la République de Hongrie | Valeur faciale | Cu Ni Zn                                                          | 24,80 mm | 6,10 g | István Kósa, István Bartos | pièces   | depuis le 21/06/1993        |
| 20 forints     | 1992-      | Iris                                  | Valeur faciale | 75 % Cu, 4 % Ni, 21 % Zn                                          | 26,30 mm | 6,90 g | István Kósa, István Bartos | pièces   | depuis le 29/03/1993        |
| 50 forints     | 1992-      | Faucon gerfaut                        | Valeur faciale | 75 % Cu, 25 % Ni                                                  | 27,40 mm | 7,60 g | István Kósa, István Bartos | pièces   | depuis le 29/03/1993        |
| 100 forints    | 1992-1998  | Armoiries de la Hongrie               | Valeur faciale | 75 % Cu, 4 % Ni, 21 % Zn                                          | 29,20 mm | 9,40 g | István Kósa, István Bartos | pièces   | du 21/06/1993 au 31/12/1998 |
| 100 forints    | 1996-      | Armoiries de la Hongrie               | Valeur faciale | couronne : Ni, intérieur : 75 % Cu, 25 % Zn                       | 23,80 mm | 8,00 g | István Kósa                | pièces   | depuis le 21/10/1996        |
| 200 forints    | 2009-      | Széchenyi Lánchíd                     | Valeur faciale | couronne : 75 % Cu, 21 % Zn, 4 % Ni, intérieur : 75 % Cu, 25 % Ni | 28,30 mm | 9,00 g |                            | pièces   | depuis le 15/06/2009        |

Le 6 janvier 2012, avec l'entrée en vigueur de la nouvelle constitution, de nouvelles pièces apparaissent : elles indiquent simplement "Hongrie" ("Magyarország"), la mention "république de" ayant disparu. 5, 10 et 20 Forint sont les premières pièces à être mises en circulation en 2012.